# Ankama
Ankama ist eine 2001 gegründete französische Unternehmensgruppe, die im Bereich künstlerische und digitale Gestaltung tätig ist. Ihre ursprüngliche Haupttätigkeit war die Gestaltung von Webseiten für externe Kunden. Mittlerweile ist ANKAMA hauptsächlich aufgrund seines Online-Rollenspiels Dofus bekannt. Der Name der Firma geht auf die Vornamen der drei Gründer der Firma, Anthony Roux, Camille Chafer und Emmanuel Darras, zurück: ANthony, KAmille, MAnu. ANKAMA hat seinen Sitz in einer ehemaligen Textilfabrik in Roubaix (bei Lille) in Nordfrankreich und beschäftigt zurzeit ca. 400 Angestellte.

## Geschichte
2001 war die Gründung von Ankama Web, Servicedienstleister im Bereich Internet-Seiten. 2003 erfolgte der Start der Entwicklung von Dofus, dem ersten Computerspiel der Firma, einem zu Beginn kampfbasierten Spiel, das im Laufe der Zeit zu einem Online-Rollenspiel wurde. Nach fast einem Jahr in der Beta-Testphase wurde Dofus über das Internet veröffentlicht und wird seitdem regelmäßig aktualisiert. Im gleichen Jahr gewann Dofus den Preis für das beste Spiel und den Zuschauerpreis beim Flash Festival in Paris. Im September 2005 erschien die englische Version des Spiels. Ankama beginnt mit der Arbeit an seinem zweiten Spiel, Dofus-Arena, einem kampfbasierten Spiel. Der hauseigene Verlag, Ankama Editions, wird gegründet.
Ein neues Projekt, Wakfu, die Fortsetzung von DOFUS, wurde 2006 entwickelt, während Dofus ausgezeichnet wurde als bestes Spiel und mit dem Zuschauerpreis im Rahmen des Flash Festival in Seattle (USA), Zuschauerpreis beim Independent Game Festival in San José (USA), Preis für Medien für die Jugend. 2007 wurde eine Tochtergesellschaft, Ankama Animation, gegründet. Sie soll sich hauptsächlich mit der Produktion einer TV-Serie zu Wakfu beschäftigen. Die Alpha-Version von Wakfu wurde auf der Japan Expo vorgestellt und es wurden neue Erweiterungen für Dofus veröffentlicht. Der erste deutsche Server Nehra wurde für DOFUS eröffnet. Die TV-Serie Wakfu wurde 2008 auf dem Sender France 3 in Frankreich ausgestrahlt. Ankama Play, eine Tochtergesellschaft, die Konsolenspiele entwickelt, wurde gegründet. Ihr erstes Projekt für Xbox Live Arcade, Islands of Wakfu, wurde in Partnerschaft mit Microsoft entwickelt. 2009 wurde eine Filiale in Nakano, einem Stadtviertel von Tokyo, eröffnet, in dem Animationsprojekte durchgeführt werden.
Ankama präsentierte sich 2009 auf einem Stand auf der Gamescom in Köln und stellte DOFUS 2.0 vor, ein graphisches und technologisches Update für DOFUS. Im April 2010 erschien Slage, ein Spiel, das erstmals nicht in Flash erschien, sondern in 3D. Eine neue Erweiterung von Dofus erscheint, und Ankama kündigt eine Zusammenarbeit mit dem deutschen Verlag TOKYOPOP an, der Comics und Mangas in deutscher Sprache veröffentlichen wird.

## Geschäftsfelder

### Ankama Web
Ankama Web ist eine 2001 gegründete, interaktive Kommunikationsagentur, die sich mit der Gestaltung und Produktion von Internetseiten für externe Kunden und der Entwicklung von interaktiven Marketing-Lösungen beschäftigt.

### Ankama Games
Ankama Games ist eine 2003 gegründete Gesellschaft, die sich vor allem mit der Entwicklung der Online-Spiele beschäftigt.
- Dofus ist das erste Spiel von Ankama und gleichzeitig auch das erste in Flash programmierte MMORPG.
- Dofus Arena, dessen öffentliche Beta-Tests Anfang des Jahres 2006 begannen, ist die Turnier-Variante von Dofus: Das Kampfsystem wurde im Spiel beibehalten, jedoch müssen die Spieler innerhalb eines vorgegebenen Budgets eine Mannschaft aus Kämpfern zusammenstellen, ausrüsten und in Turnieren gegen andere Spieler antreten.
- Wakfu ist ebenfalls ein MMORPG, das 1.000 Jahre nach Dofus spielt. Die Spieler haben die Möglichkeit, die Gesellschaft, in der sie spielen, selbst mitzubestimmen.
- Wakfu – the Guardians, ein Browsergame, das im Zusammenhang mit der Wakfu-TV-Serie steht. Die Spieler haben die Möglichkeit, sich in verschiedenen Missionen den Gegnern der TV-Serie zu stellen.

Ein Spiel, das sich noch in der Entwicklung befindet, ist Slage, das erste Spiel von Ankama, welches sich an 3D-Grafiken bedient.

### Ankama Editions
Ankama Editions ist der 2005 gegründete Verlag der Ankama-Gruppe und veröffentlicht hauptsächlich die hauseigenen Comics, Mangas und Artbooks. Die erfolgreichsten Publikationen des Verlags stehen in engem Zusammenhang zu den Universen der Ankama-Spiele, wie z. B. DOFUS-Artbooks (3 Bände), die DOFUS-Manga-Reihe (12 Bände), das Pandala-Comic (3 Reihe) und die DOFUS-Monster Reihe (3 Bände). Der erste deutsche Manga des Verlags, Dofus Monster: der schwarze Ritter, ist im April 2008 erschienen.

### Ankama Animation
Ankama Animation ist eine 2007 gegründete Firma, die Zeichentrickfilme und TV-Serien produziert. Ihr erstes Projekt ist Wakfu, eine TV-Serie aus 52 Folgen von je 26 Minuten.

### Ankama Presse
Die 2007 gegründete Gesellschaft Ankama Presse veröffentlicht die Zeitschriften und Magazine von Ankama, darunter DOFUS Mag, das über Neuigkeiten der Spiel-Universen von Ankama berichtet, und IG Mag, ein allgemeines Magazin über Computerspiele.

### Ankama Play
Ankama Play ist ein 2008 gegründetes, unabhängiges Entwicklerstudio für Konsolen-Videospiele und eine Gesellschaft der Ankama-Gruppe. Das erste Projekt von Ankama Play ist „Islands of Wakfu“, ein Spiel, das für die Xbox 360 veröffentlicht wurde.

### Kalmeo
Kalmeo ist in Lyon, Frankreich, angesiedelt und entwickelt Anwendungen für Mobiltelefone, wie z. B. DOFUS Pocket, in der DOFUS-Spieler miteinander im Chat-Modus diskutieren, die Eigenschaften ihres Charakters bestimmen, zum Händler-Modus wechseln, Gilden verwalten oder auch ihre Pets im Spiel ernähren können.

### Weitere Produkte
Ankama hat seit 2009 eine Partnerschaft mit der Firma Upperdeck, bei der ein Sammelkartenspiel Wakfu TCG erstellt wurde. Das erste Set wurde in französischer Sprache im Oktober 2009 veröffentlicht und besteht aus 320 Karten.
Goodies wie Plüschtiere, T-Shirts, Handy-Anhänger, Mousepads werden ebenfalls von Ankama produziert.
Von 2009 bis 2013 gab Ankama das Videospiele-Magazin IG Magazine heraus.